# Octopus's Garden
"Octopus's Garden" pjesma je engleskog rock sastava The Beatles, koju je napisao i otpjevao Ringo Starr (komu je pjesma pripisana na pravo ime Richard Starkey), s njihova albuma Abbey Road iz 1969. godine. George Harrison, koji je pomogao Starru napisati pjesmu, rekao je: "'Octopus's Garden' je Ringova pjesma. Pazite, to je tek druga pjesma koju je Ringo napisao, a divna je." Dodao je kako pjesma uđe duboko u slušačevu podsvijest "zato što je tako mirna. Čini se kako Ringo piše kozmičke pjesme, a da ni sam toga nije svjestan." Zadnja je pjesma Beatlesa na kojoj pjeva Starr.

## Kompozicija
Ideja je za pjesmu Starru sinula kada je bio na brodu komičara Petera Sellersa u Sardiniji 1968. godine. Naručio je ribu i pržene krumpiriće za ručak, ali umjesto toga je dobio lignju (bilo mu je to prvi put da jede lignju, o kojoj je rekao, "Bila je OK. Mal'ko gumasta. Ima okus kao piletina.") Kapetan broda tada je rekao Starru kako hobotnice putuju morem, skupljajući kamenčiće i sjajne stvarčice, s kojima zatim grade vrt. Starrov drugi motiv za pisanje pjesme bio je bijeg od tadašnjeg neprijateljstva između Beatlesa; kasnije je rekao kako je i on "htio biti pod morem, također". U promjeni gitarskih akorda, Starru je pomogao Harrison, koji mu je pomogao oko klavira, dok se Lennon ubacio na bubnjevima, što se može vidjeti u dokumentarnom filmu Let It Be.
Pjesma, od koje je tekst "Oh what joy for every girl and boy/Knowing they're happy and they're safe" ("Oh kakva sreća za svaku curicu i dječaka/Znaju da su sretni i sigurni"), se ponekad smatra dječjom pjesmicom, kao "Yellow Submarine"  ili "All Together Now". Par puta su je izveli i Muppeti.

## Snimanje
Osnovna instrumentalna matrica snimljena je 26. travnja 1969. godine, s Beatles postavom od električnih gitara (Harrison i Lennon), bas-gitara (McCartney) i bubnjevi (Starr). Starr je pjevao prateće vokale na matrici. (Druga snimka pjesme, na kojoj se čuju ti vokali, Starr pjeva refren tri puta, a to je pjesma 14 na drugom CD-u, albuma Anthology 3.) Ovoga puta bez producenta Georgea Martina, Beatlesi su sami producenti, s Martinovim kolegom Chrisom Thomasom koji je bio u kontrolnoj sobi kao pomoćnik. Trideset i dva pokušaja bila su potrebna dok Beatlesi nisu bili zadovoljni sa snimkom.
Prateći vokali McCartneyija i Harrisona tijekom gitarske solo dionice, su provućeni kroz kompresor i limiter kako bi se stvorio mrmoriti zvuk. Na Starrov zahtjev, Harrison je dodao zvučne efekte mjehurića puhajući u mlijeko kroz slamku.

## Zasluge
- Ringo Starr – glavni vokali, bubnjevi, udaraljke, zvučni efekti
- George Harrison – prateći vokali, glavna gitara
- Paul McCartney – prateći vokali, bas-gitara, glasovir
- John Lennon – prateći vokali, ritam gitara